# Keiko Matsui
Keiko Matsui (松居 慶子, Matsui Keiko, née Keiko Doi) le 26 juillet 1961 à Tokyo, est une pianiste, claviériste et compositrice japonaise spécialisée dans le smooth jazz et la musique new age.

## Biographie
Keiko Matsui est née à Tokyo au Japon le 26 juillet 1961. Sa mère, Emiko, l'amène à sa première leçon de piano alors qu’elle a cinq ans. La tradition japonaise veut qu’un enfant qui démarre des leçons à cet âge poursuive des études dans cette voie pendant très longtemps. La tradition se révèle exacte dans le cas de Matsui. Elle débute en apprenant la musique classique avant de se tourner vers le jazz et enfin de composer sa propre musique.
Elle étudie dans un premier temps la puériculture à l’université pour femmes du Japon avant de fréquenter les bancs de la Yamaha Music Foundation. Elle crée le groupe Cosmos avec qui elle enregistre quatre albums avant de commencer sa carrière solo. Son premier album solo A Drop of Water sort en 1987. Dès lors elle signe chez MCA qui produit ses albums No borders et Under Northern Lights. En 1992, elle signe chez White Cat qui produit son album Sapphire près de trois ans plus tard, et qui se classe no 1 des ventes pour un album de jazz contemporain selon le magazine Billboard.
Elle produit elle-même son album The Road en 2011 qu’elle enregistre avec Richard Bona, Vinnie Colaiuta, Jackiem Joyner et Kirk Whalum. Elle travaille avec Bob James pour un autre album. Son album Soul Quest sorti en 2013 est classé en 6e position des ventes pour un album de jazz.
Le 18 février 2002 lors de la visite du président américain George W. Bush, Keiko est invitée par le premier ministre japonais de l’époque Jun'ichirō Koizumi.

## Musique
Matsui mélange des sons occidentaux et orientaux. Elle a une vision très spirituelle de la composition musicale ressentant chaque création comme « venant d’un autre espace, d’une autre dimension » et « capter des notes dans le silence afin de les assembler ». Matsui perçoit la musique comme « le plus beau cadeau que les âmes humaines du passé peuvent transmettre aux enfants du futur », avec le pouvoir de rassembler les personnes et changer leurs vies.
Amoureuse de la nature, Matsui fait souvent référence aux plantes, aux animaux, aux éléments et à d’autres phénomènes naturels dans les titres de ses chansons. Elle a une véritable fascination pour la lune.

## Œuvres de charité
En 1991, son EP A Gift of Hope sort pour supporter la Y-ME National Breast Cancer Organization et sa musique est utilisée dans un programme de la chaîne Lifetime pour sensibiliser au cancer du sein. La même année, elle réalise un gala de patinage artistique pour soutenir la Susan G. Komen for the Cure, organisme de prévention et de sensibilisation du cancer du sein aux États-Unis.
L’argent récolté par les ventes de l’EP est reversé au National Marrow Donor Program et à la Marrow Foundation to Help Asians for Miracle Marrow Marches, qui sont là pour promouvoir l’enregistrement des minorités ethniques en tant que donneurs de moelle osseuse et ainsi pouvoir trouver plus facilement des donneurs en cas de besoin.
Les fonds dégagés par son album Wildflower sont reversés au Programme alimentaire mondial au même titre que le concert donné au quartier général des Nations unies à New York, le 17 décembre 2003.

## Discographie

### Comme leader
- A Drop of Water (Passport Records, 1987)
- Under Northern Lights (MCA Records, 1989)
- No Borders (MCA, 1990)
- Night Waltz (Sin-Drome, 1991)
- Cherry Blossom (White Cat, 1992)
- Doll (White Cat, 1994)
- Sapphire (White Cat, 1995)
- Dream Walk (Countdown, 1996)
- A Gift of Hope (Unity, 1997)
- Full Moon and the Shrine (Countdown, 1998)
- Keiko Matsui Live (Countdown, 1999)
- Whisper from the Mirror (Countdown, 2000)
- Hidamari no Ki (2000) soundtrack (Planet Joy 2002)
- Deep Blue (Narada Productions, 2001)
- A Gift of Life (Narada, 2001)
- The Ring (Narada, 2002)
- Live in Tokyo (Columbia Records, 2002)
- The Piano (Narada, 2003)
- White Owl (Narada, 2003)
- Wildflower (Narada, 2004)
- Walls of Akendora (Narada, 2005)
- Moyo (Heart & Soul) (Shout! Factory, 2007)
- The Road... (Shanachie Records|Shanachie, 2011)[4]
- Altair & Vega with Bob James (Entertainment One, 2011)
- Soul Quest (Shanachie, 2013)[5]
- Journey to the Heart (Shanachie, 2016)

### Au sein du groupe Cosmos
- Hyoryu (EMI Music Japan, 1980)
- Session III (Yamaha R&D Studio, 1981)
- Can Can Can! (Pony Canyon, 1982)
- Bourbonsuite (Pony Canyon, 1982)
- Musitopia (Pony Canyon, 1983)
- Musou Toshi Pony Canyon, 1984)
- Lensman (soundtrack) (Pony Canyon, 1984)
- Session V (Yamaha R&D Studio, 1985)